# 税所篤文
税所 篤文（さいしょ あつふみ、1855年8月29日〈安政2年7月17日〉 - 1910年〈明治43年〉2月26日）は、日本の陸軍軍人。最終階級は陸軍中将、鹿児島県出身

## 人物
薩摩藩士の税所六郎兵衛篤志の子として生まれる。
陸軍士官学校旧2期卒。1886年（明治19年）、陸軍砲兵大尉に任官し、砲兵第5連隊第1大隊中隊長を拝命する。1895年（明治28年）、陸軍砲兵中佐に任官すると、軍務局砲兵課長、軍務局兵器課長を歴任する。1902年（明治35年）、陸軍少将に任官と同時に呉要塞司令官に補され、翌年同要塞が広島湾要塞に改称されると再度司令官に任用された。1906年（明治39年）8月、旅順陣歿露兵遺骸合理委員会が設置されると委員長に選任される。その翌年には旅順要塞初代司令官伊地知幸介の後任として第2代司令官に任じられるが、約3年後の1910年（明治43年）2月26日、腎臓炎と盲腸周囲炎の合併症により現職のまま卒去した。同日付で正四位を追叙された。墓所は青山霊園。

## 官歴
- 1879年（明治12年）2月1日 - 陸軍士官学校（旧2期）卒業[2]、任 陸軍砲兵少尉
- 1886年（明治19年）
  - 6月1日 - 任 陸軍砲兵大尉。[4]
  - 6月3日 - 補 砲兵第5連隊第1大隊中隊長。[5]
- 1890年（明治23年）
  - 1月14日 - 補 陸軍省砲兵局第1課長。[6]
  - 3月28日 - 補 軍務局課員（兼陸軍将校生徒試験委員如故）[7]
- 1891年（明治24年）9月16日 - 任 陸軍砲兵少佐。[8]
- 1891年（明治24年）8月24日 - 御用有之北海道並仙台及青森へ主張ヲ命ズ。[9]
- 1891年（明治24年）9月16日 - 任 陸軍砲兵少佐。[8]
- 1892年（明治25年）
  - 7月9日 - 御用有之大阪砲兵工廠へ主張ヲ命ズ。[10]
  - 12月16日 - 兼補 砲兵会議議員[11]
- 1894年（明治27年）9月26日 - 参謀本部御用掛兼勤ヲ命ズ。[12]
- 1895年（明治28年）
  - 4月16日 - 任 陸軍砲兵中佐。[13]
- 1896年（明治29年）10月29日 - 補 軍務局砲兵課長。[14]
- 1897年（明治30年）
  - 9月15日 - 補 軍務局兵器課長。[2][15]
  - 10月11日 - 任 陸軍砲兵大佐。[2][16]
- 1900年（明治33年）4月25日 - 兼 兵器監部員[2]
- 1902年（明治35年）5月5日 - 任 陸軍少将、補 呉要塞司令官。[2][17]
- 1903年（明治36年）5月1日 - 広島湾要塞司令官[2]
- 1904年（明治37年）3月10日 - 第二軍砲兵部長[2]
- 1906年（明治39年）
  - 2月6日 - 広島湾要塞司令官[2]
  - 8月 - 旅順陣歿露兵遺骸合理委員会委員長 拝命[18]
- 1907年（明治40年）4月1日 - 補 旅順要塞司令官[2][19]
- 1909年（明治42年）8月1日 - 任 陸軍中将[2]
- 1910年（明治43年）2月26日 - 卒去。

## 栄典・授章・授賞
位階
- 1885年（明治18年）11月27日 - 正七位[20]
- 1891年（明治24年）12月28日 - 従六位[21]
- 1895年（明治28年）11月15日 - 正六位[22]
- 1897年（明治30年）10月30日 - 従五位[23]
- 1902年（明治35年）9月20日 - 正五位[24]
- 1907年（明治40年）10月11日 - 従四位[25]
- 1910年（明治43年）2月26日 - 正四位[26]

勲章等
- 1889年（明治22年）11月29日 - 大日本帝国憲法発布記念章[27]
- 1892年（明治25年）5月28日 - 勲六等瑞宝章[28]
- 1895年（明治28年）
  - 9月20日 - 単光旭日章・功四級金鵄勲章[29]
  - 11月18日 - 明治二十七八年従軍記章[30]
- 1896年（明治29年）11月25日 - 勲五等瑞宝章[31]
- 1901年（明治34年）12月28日 - 勲三等瑞宝章[32]
- 1906年（明治39年）4月1日 - 勲二等旭日重光章・功三級金鵄勲章

外国勲章佩用允許
- 1901年（明治34年）10月4日 - プロイセン王国：赤鷲第二等勲章[33]
- 1902年（明治35年）9月6日 - フランス共和国：レジオンドヌール勲章オフィシェ[34]
- 1908年（明治41年）8月17日 - ロシア帝国：神聖スタニスラス第一等勲章[35]

## 親族
- 妻：エイ（海江田信義次女）[1]
- 娘婿：山本貞房（砲兵大尉）[3]